# One Year of Love
Singles de Queen
Who Wants to Live Forever
(1986) I Want It All
(1989)
Pistes de A Kind of Magic
A Kind of Magic Pain Is So Close to Pleasure
One Year of Love (français : Une année d'amour) est une chanson du groupe de rock britannique Queen, sortie en single en 1986 uniquement en France et en Espagne. Elle apparaît sur l'album A Kind of Magic, sorti la même année. Écrite par John Deacon, elle est présente dans le film Highlander dont Queen a signé la bande originale.

## Autour de la chanson
Pour cette chanson, John Deacon joue d'un synthétiseur, un Yamaha DX7. Brian May n'y participe pas : Deacon a décidé de remplacer la guitare par un solo de saxophone, ici joué par Steve Gregory. Dans le film Highlander, cette chanson est utilisée comme musique de fond lors de la scène du bar, au cours de laquelle Connor MacLeod se présente à Brenda Wyatt.

## Classements
| Classements (1986) | Meilleure position |
| ------------------ | ------------------ |
| France             | 57                 |

## Crédits
- Freddie Mercury : chant principal et chœurs
- Roger Taylor : percussions et tambourin
- John Deacon : guitare basse, synthétiseur (Yamaha DX7), échantillonneur et programmation des percussions
- Lynton Naiff : arrangements des cordes
- Steve Gregory (en) : saxophone

## Reprises
En 1988, Elaine Paige en fait une reprise du titre sur son album The Queen Album (1988) sur lequel elle chante d'autres titres du groupe. La chanteuse néerlandaise Stevie Ann (en) en fait également une reprise en 2006.